# Ørjan Berg
Ørjan Berg (Bodø, 20 augustus 1968) is een voormalig Noors voetballer die speelde als middenvelder. Hij behaalde acht Noorse landstitels met Rosenborg BK. Bij die club beëindigde Berg zijn loopbaan in 2006.

## Interlandcarrière
Berg speelde in totaal negentien officiële interlands voor de nationale ploeg van Noorwegen, en scoorde eenmaal. Onder leiding van de Zweedse bondscoach Tord Grip maakte hij zijn debuut voor de nationale ploeg op 1 juni 1988 in de vriendschappelijke thuiswedstrijd tegen Ierland (0-0) in Oslo.

## Erelijst
Rosenborg BK
- Tippeligaen

1988, 1990, 2000, 2001, 2002, 2003, 2004, 2006
- Beker van Noorwegen

1988, 1990, 1999, 2003